# Maßbach
Maßbach er en købstad i Landkreis Landkreis Bad Kissingen i Regierungsbezirk Unterfranken i den tyske delstat Bayern, med godt 4.800 indbyggere.

## Geografi
Kommunen ligger mellem Naturparkerne Bayerische Rhön og Haßberge ved floden Lauer.

### Nabokommuner
(med uret fra nord ; kommunerne hører, hvis ikke andet er nævnt, til Landkreis Bad Kissingen)

Münnerstadt, Thundorf, Stadtlauringen¹, Üchtelhausen¹ og Rannungen.

¹ Landkreis Schweinfurt
Kommunerne Rannungen og Thundorf (inkl. bydelene Theinfeld og Rothhausen) udgør sammen med Maßbach Verwaltungsgemeinschaft Maßbach, som har administration i Maßbach.

### Inddeling
Bydele og landsbyer i kommunen er: Maßbach, Poppenlauer, Volkershausen og Weichtungen.